# حزب العمال الثوري (بيرو)
حزب العمال الثوري (بالإسبانية: Partido Obrero Revolucionario)، كان أول حزب سياسي تروتسكي في بيرو. كان يعرف في الأصل باسم مجموعة العمال الماركسيين، غير اسمه في عام 1946. وكان من بين القادة الأوائل فرانسيسكو زيفالوس وليونسيو بوينو وفرانسيسكو أبريل دي فيفيرو.
في عام 1952، قام مانويل أودريا بسجن أو نفي قيادة الجماعة التي ظلت غير نشطة إلى حد كبير حتى تنحيه عام 1956. تم تشكيل حزبين متنافسين من نفس الحزب. وقاد أحدهما إسماعيل فرياس وكان منتسبا إلى الأمانة الدولية للأممية الرابعة؛ الآخر بقيادة فيليكس زيفالوس والمنتسب إلى اللجنة الدولية للأممية الرابعة. كانت هذه المجموعة الثانية التي انضم إليها هوغو بلانكو في عام 1958، لتنظيم الأنشطة تحت تنسيق ناهويل مورينو. في هذا الدور، قام بانتفاضة فلاحية في لا كونفينسيون في عام 1962، حيث تم سجنه ثم نفيه.
اجتمع أنصار الأمانة الدولية للأممية الرابعة ومورينو في اللجنة الدولية للأممية الرابعة في عام 1963، ويبدو أن حزبي العمل الثوريين قد اجتمعا في هذه المرحلة، لتشكيل جبهة اليسار الثوري.